# Sattelkarspitze
Il   Sattelkarspitz    è una montagna alta 2552 m sopra il livello del mare sita nelle Alpi dell'Algovia nello stato federale austriaco del Tirolo, in Austria. È una vetta sussidiaria del Bretterspitze e sorge nella catena montuosa dell'Hornbach, che separa la valle dell'Hornbach a nord-ovest dalla valle dell'Haglertal, una valle laterale della valle del Lech a sud-est. Il paese più vicino è Häselgehr nella Lechtal. La montagna vicina a ovest è il Noppenspitze alto 2594 m, mentre a nord-est si trova il Woleggleskarspitze alto 2522 m. A sud, il Sattelkarspitze forma una dorsale pronunciata che separa il Sattelkar a ovest dal Woleckleskar a est. A nord e a nord-ovest, ripide pareti rocciose precipitano nel Bretterkar.